# Joseba Arregi Erostarbe
José María Arregi Erostarbe (Oñate, Guipúzcoa, 27 de marzo de 1946), alias Fitipaldi, es un terrorista español, miembro histórico de ETA, que formó parte de la jefatura de la banda, y fue detenido en Bidart (Francia) en 1992. 

## Biografía
Apodado Fitipaldi por su hábil conducción de automóviles, se incorporó a ETA en 1970, y huyó a Francia en 1976. En diciembre de 1987, fue sorprendido en Saint-Pée-sur-Nivelle por un control de la policía francesa con una carga de 1500 kg de amonal, pero logró darse a la fuga.
Entre 1986 y 1992, la dirección de ETA correspondió al colectivo Artapalo, integrado por Francisco Mujika Garmendia Pakito, José Luis Álvarez Santacristina Txelis y Joseba Arregi Erostarbe Fitipaldi. El colectivo Artapalo fue detenido al completo en una operación llevada a cabo por la Comandancia de la Guardia Civil de Guipúzcoa en Bidart (Francia) el 29 de marzo de 1992, por lo que también fue conocido como la cúpula de Bidart. Arregi era el responsable del aparato logístico de la banda, y su máximo experto en explosivos.
Artapalo fue responsable de algunos de los atentados más sanguinarios de la organización, como el del Hipercor de Barcelona el 19 de junio de 1987 y el de la casa-cuartel de Zaragoza. La justicia francesa consideró que Arregi había confeccionado los explosivos para estos atentados y el cometido contra la sede de la Dirección General de la Guardia Civil. Para algunos analistas Artapalo representó un punto de inflexión en la historia de ETA, que se inició con el asesinato de Yoyes y la muerte del dirigente Txomin Iturbe, y que dio paso a una etapa de actividad terrorista más indiscriminada y desesperada.
Cumplió ocho años de prisión en Francia y el 20 de noviembre de 2000 fue extraditado a España, donde la Audiencia Nacional le condenó a un total de 2354 años de prisión, ingresando en la prisión de Villena.
Era uno de los etarras encarcelados de más edad, y uno de los presos que no había mostrado arrepentimiento ni había criticado la lucha armada, hasta que en 2018 pidió perdón a las víctimas como paso previo para ser trasladado a la prisión de Villabona en Asturias en 2019. En 2020, tras haber expresado su rechazo al uso de la violencia, se aprobó su traslado a la prisión de Martutene en San Sebastián.

## Cargos
- Atentado contra la casa cuartel de Zaragoza (1987)
- Intento de asesinato del presidente de la Audiencia Nacional Fernando de Mateo (1990)
- Envío de cartas bomba al jefe de la Audiencia Nacional, Eduardo Fungairiño, y al teniente del Ejército Francisco Albarracín.
- Asesinato del comandante del Ejército Manuel Rivera Sánchez y su conductor, Ángel Ramos.
- Envíos de cartas bomba a funcionarios de prisiones, resultando muerta la madre de uno de ellos en Granada.
- Envío de cartas bomba a empresarios vascos.
- Atentado el 13 de septiembre de 1986 contra un microbús de la Guardia Civil en Barcelona.
- Atentado contra la Dirección General de la Guardia Civil el 21 de noviembre de 1988, resultando muerto un niño de dos años.
- Paquete bomba a la Confederación Sindical Independiente de Funcionarios (1988).